# لوران دي جافو
لوران مايابا دي جافو (ولد في 5 نوفمبر 1970) لاعب بنيني متقاعد لكرة القدم.
ولد دي جافو في فرنسا لكنه انتقل إلى أفريقيا في الثانية من عمره. ثم عاد إلى فرنسا عندما كان في الرابعة عشرة من عمره حيث وقع مع نادي مونبلييه في سن السادسة عشرة. 
لعب دي جافو أيضًا لمانسفيلد (حيث سجل في أول مباراة له ضد هال سيتي)،  أبردين وأير يونايتد وبيري ومقاطعة ستوكبورت وشيفيلد يونايتد. ثم تقاعد دي جافو ويعمل حاليًا كوكيل كرة قدم، يساعد شيفيلد يونايتد في الاكتشاف.

## دولي
كان دي جافو جزءًا من تشكيلة بنين في كأس الأمم الأفريقية 2004. 

## مرتبة الشرف
- كأس الرابطة الفرنسية 1992 مع نادي مونبلييه HSC

## روابط خارجية
- لوران دي جافو على Soccerbase